# فرانشيسكو خافيير رودريغيز
فرانشيسكو خافيير رودريغيز بينيدا (بالإسبانية: Francisco Javier Rodríguez Pinedo)‏ (مواليد 10 أكتوبر 1981 في مازاتلان) لاعب كرة قدم مكسيكي يلعب حاليا في نادي آيندهوفن الهولندي .

## مسيرته الكروية
لعب فرانشيسكو خافيير رودريغيز خلال مسيرته الاحترافية مع 7 أندية في تسعة عشر موسمًا وسجل خلالها 17 هدفًا ضمن 434 مباراة. ولم يفز بأي موسم بالكأس وفاز في موسمين بالدوري.
خاض فرانشيسكو خافيير رودريغيز مسيرته مع نادي غوادالاخارا في موسم 2002–03 ليلعب معه ستة مواسم، مشاركًا في 144 مباراة سجل خلالها 3 أهداف. ثم انتقل إلى نادي آيندهوفن في موسم 2008–09 واستمر معه طيلة ثلاثة مواسم، حيث شارك في 60 مباراة سجل خلالها 4 أهداف. لينتقل بعدها إلى نادي شتوتغارت في موسم 2011–12 ولمدة موسمين، مشاركًا في 40 مباراة سجل خلالها هدفين. ثم انتقل إلى نادي أمريكا في موسم 2012–13 ولمدة موسمين، مشاركًا في 39 مباراة سجل خلالها هدفًا واحدًا. هذا وانتقل لاحقًا إلى نادي كروز آزول في موسم 2014–15 واستمر معه طيلة ثلاثة مواسم، مشاركًا في 54 مباراة ولم يسجل أي هدف. ثم انتقل بعدها إلى Lobos BUAP ‏ في موسم 2017–18 ولمدة موسمين، مشاركًا في 62 مباراة سجل خلالها 3 أهداف.

## روابط خارجية
- فرانشيسكو خافيير رودريغيز على موقع الاتحاد الدولي (مؤرشف)  (الإنجليزية)
- فرانشيسكو خافيير رودريغيز على موقع قاعدة بيانات كرة القدم.إي يو (الإنجليزية)
- فرانشيسكو خافيير رودريغيز على موقع بيانات كرة القدم. دي إي (الألمانية)
- فرانشيسكو خافيير رودريغيز على موقع ناشيونال فوتبول تيمز (الإنجليزية)
- فرانشيسكو خافيير رودريغيز على موقع Soccerway.com (الإنجليزية)
- فرانشيسكو خافيير رودريغيز على موقع عالم كرة القدم.نت (الإنجليزية)
- فرانشيسكو خافيير رودريغيز على موقع أوليمبيديا (الإنجليزية)
- فرانشيسكو خافيير رودريغيز على موقع AS.com (الإسبانية)